# Stadtbibliothek Charlottenburg-Wilmersdorf
Die Stadtbibliothek Charlottenburg-Wilmersdorf ist ein öffentliches Bibliothekssystem in Trägerschaft des Bezirks Charlottenburg-Wilmersdorf von Berlin. Sie entstand 2001 bei der Fusion der Bezirke Charlottenburg und Wilmersdorf durch die Zusammenlegung der beiden Stadtbibliotheken der Altbezirke. Die Bibliothek weist einen Medienbestand von 261.157 auf, die im Jahr 2022 von 507.390 Besuchern etwa 1,43 Millionen Mal entliehen wurden. Darüber hinaus organisierte die Bibliothek im gleichen Zeitraum über 2000 Veranstaltungen, Führungen und Ausstellungen.

## Geschichte
Die Stadt Charlottenburg reagierte früh mit vielen Maßnahmen auf die sozialen Probleme und machte damit zum Teil Sozialgeschichte. 1898 richtete Charlottenburg als eine der ersten Städte im Deutschen Kaiserreich eine städtische Volksbibliothek ein und entschloss sich damit, „die Verpflichtung anzuerkennen, in ausreichendem Maßstabe für die Bildungsbedürfnisse aller Schichten der Bevölkerung zu sorgen.“
- 1898 entstand die Städtische Volksbibliothek und Lesehalle Charlottenburg als erste öffentliche Leihbibliothek in Deutschland nach dem aus den USA und Großbritannien stammenden Ideal der „Public Libraries“. Hieraus wurde die heutige Heinrich-Schulz-Bibliothek im Rathaus Charlottenburg. Die Bibliothek wurde 1898 als Städtische Volksbibliothek und Lesehalle der Stadt Charlottenburg im Alten Schulhaus in der jetzigen Gierkezeile 39 gegründet und konnte schon am 9. September 1901 in das neue Haus der Kunstgewerbeschule, der damals modernsten Bücher- und Lesehalle, in der Wilmersdorfer Straße (heute: Eosanderstraße 1) umziehen.[3] Im November 1943 wurde das Gebäude beim Bombardement von Charlottenburg schwer getroffen und brannte völlig aus. Die erhaltenen Bestände wurden 1944 in einer Zweigstelle in der Sybelstraße 2–4 im Gebäude der heutigen Sophie-Charlotte-Oberschule und 1948 im Rathaus Charlottenburg untergebracht.[4] 1972 wurde sie nach dem sozialdemokratischen Bildungs- und Kulturpolitiker Heinrich Schulz (1872–1932) benannt.
- Die Wilmersdorfer Volksbücherei ist sogar noch etwas älter und entstand 1893 in der Mehlitzstraße 2. Nach dem Ersten Weltkrieg fand es im Stadthaus, dem ehemaligen Joachimsthalsches Gymnasium, das auch als Rathaus Wilmersdorf genutzt wurde, einen neuen Platz. Im Februar zog die Bibliothek in das neu gebaute Gebäude in der Brandenburgischen Straße 2 ein, dem vormaligen Standort des im Krieg zerstörten alten Wilmersdorfer Rathauses. Die 1997 nach dem Theologen und Widerstandskämpfer Dietrich Bonhoeffer benannte Bibliothek war bis zur Bezirksfusion 2001 die Hauptbibliothek der Stadtbibliothek Wilmersdorf.
- Die Eberhard-Alexander-Burgh-Bibliothek geht auf eine Kinder- und Jugendbibliothek auf dem Gelände der 4. Grundschule in der Rüdesheimer Straße zurück, die bereits 1956 existierte. 1971 erhielt sie im Rahmen eines Preisausschreibens den Namen des amerikanischen Astronauten Neil Armstrong. Seit dem 1. Dezember 2009 ist sie nach dem Schriftsteller Eberhard Alexander-Burgh (1929–2004) benannt, der einen Großteil seines Erbes dem Bezirk Charlottenburg-Wilmersdorf zur Förderung von Projekten für Kinder und Jugendliche vermachte.
- Die Adolf-Reichwein-Bibliothek im Rathaus Schmargendorf entstand bereits im Jahr 1900 in der Gemeindeschule in der Breiten Straße durch den „Gemeinnützigen Verein Schmargendorf“. Sie wurde 1919 von der Gemeinde Schmargendorf übernommen und zog in die Warnemünder Straße 4 und war ab der Eingemeindung Schmargendorfs in den neu entstandenen Bezirk Wilmersdorf eine Zweigstelle der Wilmersdorfer Stadtbibliothek. 1952 wird sie an ihrem heutigen Platz im Rathaus Schmargendorf wiedereröffnet und erhielt 1968 den Namen des 1944 von den Nazis hingerichteten Pädagogen und Widerstandskämpfers Adolf Reichwein.
- Die Stadtteilbibliothek West entstand 1908 in der Danckelmannstraße 48/49 als Freihandbibliothek, in der sich die Besucher die Bücher selbst aus dem Regal auswählen konnten, was damals unüblich war. 1986 konnte sie ihren jetzigen Standort im Neubau in der Nehringstraße 10 beziehen. Am 16. Dezember 2008 erhielt sie den Namen der Schriftstellerin Ingeborg Bachmann.
- Die Stadtteilbibliothek Neuwestend entstand am 9. August 1929 in den Räumen des Herder-Gymnasiums, in denen sie sich noch heute befindet. Sie wurde am 24. September 2008 nach der Schriftstellerin Johanna Moosdorf benannt, die in der nahe gelegenen Kastanienallee lebte.
- Die Stadtteilbibliothek Halemweg entstand am 18. November 1962 erste als Bibliotheksneugründung in Charlottenburg-Nord nach dem Zweiten Weltkrieg. Nach 50 Jahren wechselvoller Geschichte mit mehreren Umzügen in immer andere Räume ist sie nun im Stadtteilzentrum Halemweg 18 beheimatet.

Neben diesen Einrichtungen existierte bis in die 1990er Jahre eine Kinder- und Jugendbibliothek in der Otto-von-Guericke-Schule in der Eisenzahnstraße sowie die Bibliothek Am Henriettenplatz, die wegen von Sparmaßnahmen geschlossen wurden.

## Einrichtungen
Derzeit befinden sich sieben verschiedene Einrichtungen im ganzen Bezirk verteilt.
|                                                                         | Adresse                                 | Ortsteil            | Bestand | Namensgeber              | Bild |
| ----------------------------------------------------------------------- | --------------------------------------- | ------------------- | ------- | ------------------------ | ---- |
| Heinrich-Schulz-Bibliothek mit Musikbibliothek Bezirkszentralbibliothek | Otto-Suhr-Allee 96, 10585 Berlin        | Charlottenburg      | 81.000  | Heinrich Schulz          |      |
| Dietrich-Bonhoeffer-Bibliothek Mittelpunktbibliothek                    | Brandenburgische Straße 2, 10713 Berlin | Wilmersdorf         | 68.000  | Dietrich Bonhoeffer      |      |
| Eberhard-Alexander-Burgh-Bibliothek Stadtteilbibliothek                 | Rüdesheimer Straße 14, 14197 Berlin     | Wilmersdorf         | 15.000  | Eberhard Alexander-Burgh |      |
| Adolf-Reichwein-Bibliothek Stadtteilbibliothek                          | Berkaer Straße 7, 14199 Berlin          | Schmargendorf       | 18.500  | Adolf Reichwein          |      |
| Ingeborg-Bachmann-Bibliothek Stadtteilbibliothek                        | Nehringstraße 10, 14059 Berlin          | Charlottenburg      | 29.500  | Ingeborg Bachmann        |      |
| Johanna-Moosdorf-Bibliothek Stadtteilbibliothek                         | Westendallee 45, 14052 Berlin           | Westend             | 18.500  | Johanna Moosdorf         |      |
| Stadtteilbibliothek Halemweg                                            | Halemweg 18, 13627 Berlin               | Charlottenburg-Nord | 14.000  | Halemweg                 |      |

Die Stadtbibliothek Charlottenburg-Wilmersdorf nimmt am Verbund Öffentlicher Bibliotheken Berlins (VÖBB) teil und ist an den bundesweiten Fernleihverkehr angeschlossen.

## Kooperationen
Die Stadtbibliothek Charlottenburg-Wilmersdorf kooperiert mit den Schulen im Bezirk, der Musikschule City West, der VHS City-West und weiteren Kultur- und Bildungseinrichtungen. Die Eberhard-Alexander-Burgh-Stiftung des 2004 in Berlin verstorbenen Schriftstellers Eberhard Alexander-Burgh unterstützt die Stadtbibliothek seit 2008 im Bereich der Kinderliteratur z. B. durch die Anschaffung neuer Medienkisten für Schulklassen und Kita-Gruppen. Mehrere Projektreihen zur Förderung von Lese- und Medienkompetenz konnten verwirklicht werden, und wöchentlich stattfindende Vorlesenachmittage sind jetzt in allen Familienbibliotheken möglich. Ein zentrales Ziel ist der Ausbau des Bereichs „Tor zum Lernen“: Lernprozesse sollen durch einen breiten Medienmix unterstützt werden, Bibliotheksunterricht und Angebote für Kitas werden weiter ausgebaut und durch zusätzliche Projekte für Kinder, Eltern und Lehrer ergänzt.
Von Mai 2002 bis Juni 2022 gab es einen Freundeskreis der Stadtbibliothek Charlottenburg-Wilmersdorf von engagierten Bürgern des Bezirks, der die Stadtbibliothek mit Bücherspenden, Veranstaltungen und einfallsreichen Projekten unterstützte.